# Futures (álbum)
Futures es el quinto álbum de estudio de la banda de rock alternativo Jimmy Eat World, lanzado por Interscope Records el 19 de octubre de 2004 después de absorber la antigua discográfica, DreamWorks. El álbum fue grabado en los Cello Studios de Los Ángeles, California y en Harvey Moltz Studio, Tucson, Arizona. Por primera vez en muchos años Mark Trombino no produce el material de Jimmy Eat World, siendo Gil Norton quien se ocupe esta vez de esa tarea.

## Antecedentes y grabación
La banda ingresó inicialmente al estudio con Mark Trombino, productor de los tres álbumes de estudio anteriores de la banda, Static Prevails (1996), Clarity (1999) y Bleed American (2001). Sin embargo, los desacuerdos llevaron a la salida de Trombino del proyecto y Gil Norton se convirtió en el productor.
«Kill» hace referencia a la canción «Half Right» de Heatmiser, que luego la banda versionaría para su EP Stay on My Side Tonight.
En 2010, el vocalista y guitarrista Jim Adkins comentó sobre la partida de Trombino al afirmar:

Eso es toda agua pasada, hombre. El tiempo continúa. Todo el asunto de Futures, cuando comenzamos a grabar un disco con Mark [Trombino], no estábamos listos para comenzar a grabar un disco. Fue un resultado desafortunado de muchas malas decisiones en la forma en que terminaron las cosas. No importa. No me gustaría trabajar con personas que no son extremadamente apasionadas por sus ideas y sus contribuciones, siempre que en la parte posterior de su cabeza todos sepan que están del mismo lado. Todos están tratando de hacer posible la mejor grabación de la canción. Las cosas pueden calentarse mucho en la batalla por eso, pero al final todos están del mismo lado.

## Lanzamiento
«Pain» fue lanzado a la radio el 14 de septiembre de 2004. Futures fue lanzado el 19 de octubre de 2004 por Interscope. Se lanzó una edición de lujo del álbum que muestra las canciones del álbum en forma de demo. «Work» se lanzó a la radio el 7 de diciembre de 2004. Futures se lanzó en formato sencillo radio el 10 de mayo de 2005.
Futures finalizó el año en el sexto puesto del Billboard 200. Idéntica posición obtuvo en el Top Internet Albums y en séptima posición en el Top Canadian Albums. Los sencillos de este disco no arrasaron como todos los del Bleed American, a excepción de «Work» que finalizó en sexto puesto en el Modern Rock Tracks.

## Listado de canciones
1. «Futures» – 3:58
2. «Just Tonight…» – 3:26
3. «Work» – 3:23
4. «Kill» – 3:48
5. «The World You Love» – 5:01
6. «Pain» – 3:01
7. «Drugs Or Me» – 6:25
8. «Polaris" – 4:51
9. «Nothing wrong» – 3:09
10. «Night Drive» – 5:03
11. «23» – 7:23

## Acogida de la crítica
Futures fue bien recibido por los críticos de música después de su lanzamiento. En la revisión del sitio web Metacritic, el álbum obtuvo una puntuación promedio de 73, según 22 críticos, que indicaban "revisiones generalmente favorables».
Tim Sendra en AllMusic declaró que Futures probablemente no serán la sensación que fue Bleed American: «Es demasiado oscuro y está enfocado hacia adentro para eso». Sendra, sin embargo, notó que el álbum muestra una progresión de sonido que los fanes deberían aceptar. Brian Hiatt, de Entertainment Weekly, opinó que «si Jimmy está en medio de un viaje largo, Futures conserva la suficiente afinación para evitar que saltemos del coche». En The Guardian, Betty Clarke notó que «el cantautor Jim Adkins se mete profundamente en el dolor del corazón. Sus letras son su fuerza».
Futures apareció en el número 44 en la lista de «50 álbumes que necesitas escuchar antes de morir» de la revista británica Kerrang! en 2015.

## Listas de éxitos

### Semanal
| Lista                              | Máxima posición |
| ---------------------------------- | --------------- |
| Australia (ARIA)                   | 27              |
| Canadá (Billboard Canadian Albums) | 7               |
| Alemania (Media Control Charts)    | 33              |
| Suiza (Schweizer Hitparade)        | 65              |
| Estados Unidos (Billboard 200)     | 6               |

### Anual
| Lista (2005)     | Lista | Máxima posición |
| ---------------- | ----- | --------------- |
| US Billboard 200 | 200   |                 |

## Créditos
- Jim Adkins - vocalista, guitarra
- Tom Linton - vocalista, guitarra
- Rick Burch - bajo eléctrico
- Zach Lind - batería

Personal adicional
- Gil Norton - producción
- David Schiffman - ingeniería de producción
- Rich Costey - mezclas, producción adicional
- Jake Davies - producción adicional, edición digital
- Jason Grossman - asistente de grabación
- Steven Rhodes - asistente de grabación
- Claudius Mittendorfer - asistente de mezclas
- Dan Leffler - asistente de ingeniería
- Ross Petersen - asistente de ingeniería
- David Campbell - arreglo de cuerdas en «Drugs Or Me»
- Ted Jensen - masterización
- Christopher Wray-McCann - fotografía de portada
- Kevin Scanlon - fotografía
- Ben Allgood - dirección artística
- Liz Phair - coros en «Work»